# Včela medonosná východoafrická
Včela medonosná východoafrická (Apis mellifera litorea také pobřežní) je poddruh včely medonosné pocházející z pobřežní oblasti na Mosambické pláni, dále na sever podél úzké pobřežní pláně Keni a Tanzanie.

## Morfologie
Je žlutě zbarvená, vzhledově podobná včele středoafrické, mnohem menší velikosti, nicméně k poměru těla a velikosti nohou má dlouhý jazyk (sosák).

## Fyziologie
Díky své menší velikosti vytváří menší buňky v průměru pouze 4,62 mm široké, s šířkou plástu v rozmezí 28-30 mm. Její přirozené prostředí má téměř nepřetržitý zdroj nektaru, což vede k chovu plodu po většinu roku. V období nedostatku však po vyčerpání zásob běžně uteče a přesune se na jiné stanoviště. Útěk může být také způsoben útokem vos (Palarus latifrons, angl "Včelí pirát").